# Companyia de Jesús
|  | Per a l'orde militar fundat el 1459 per Pius II, vegeu Companyia de Jesucrist. |

La Companyia de Jesús (en llatí: Societas Jesu S.J.) és un orde religiós catòlic de clergues regulars fundat el 1540 per Ignasi de Loiola, qui després va ser canonitzat com Sant Ignasi de Loiola. Els membres d'aquest orde es coneixen popularment com a jesuïtes. Amb gairebé 20.000 membres, és l'orde més gran de l'església catòlica en l'actualitat. El seu superior general és Arturo Sosa Abascal, S.J.

## Trets distintius
La seva estricta formació de més de 10 anys (estudien filosofia i teologia, a més de realitzar "pràctiques" en àmbits molt diversos i estudiar diferents llengües) els va convertir durant més de quatre segles en els líders intel·lectuals del catolicisme. Des de la seva fundació s'han dedicat especialment al camp de l'ensenyament en els primers temps als fills de les classes benestants. Aquest fet els va fer a vegades impopulars (jesuïtisme es va fer sinònim d'hipocresia). Van ser educats pels jesuïtes: Molière, Descartes, Blaise Pascal o Voltaire entre d'altres. Centres universitaris com ESADE o l'IQS són jesuïtes.
Els jesuïtes realitzen els tres vots habituals de la vida religiosa (obediència, pobresa i castedat), però a més a més, afegeixen un vot extra d'obediència al Papa de Roma. Destaquen també pels Exercicis Espirituals, pràctica de recés i meditació periòdica sobre la seva vocació. Aquests exercicis els ofereixen també a laics i alumnes.
El lema dels jesuïtes és AMDG (Ad Majorem Dei Gloriam). Un dels seus símbols és IHS, abreviatura de Jesús.

## Història
Sant Ignasi de Loiola havia estat soldat abans de convertir-se i l'organització interna de l'orde reflecteix aquest caràcter militar del fundador, per això s'anomena General de l'orde al membre dirigent.
Van ser els líders de la Contrareforma, que va ser la reacció al Protestantisme. Van destacar també per les missions evangelitzadores.

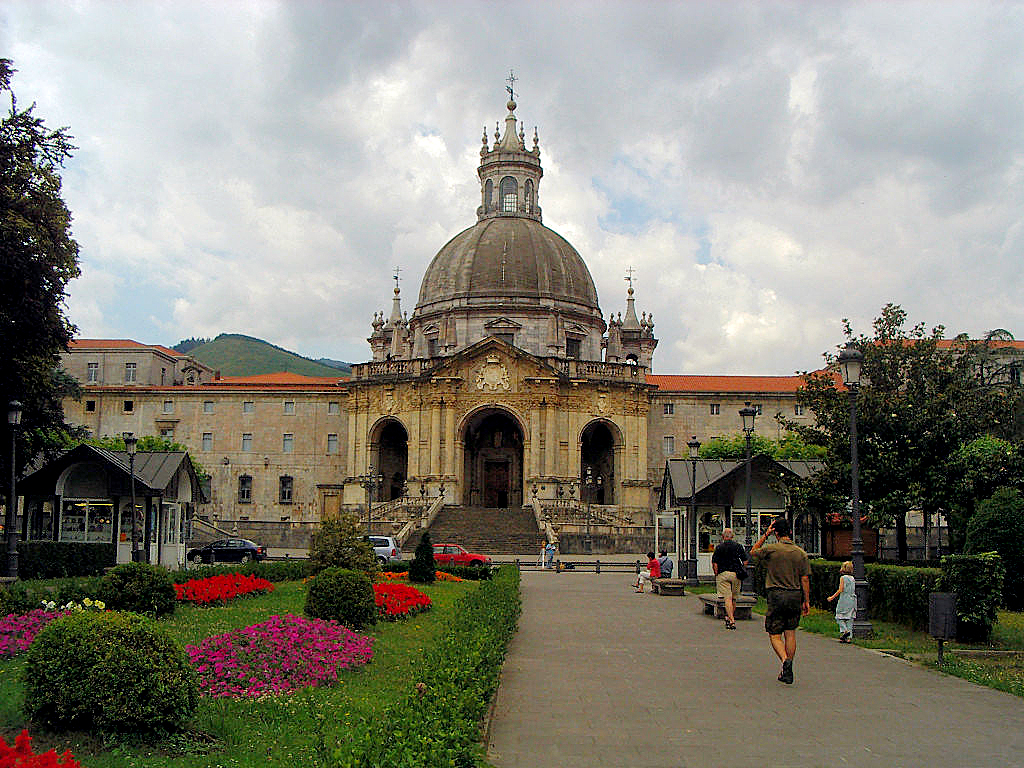
Basílica de Sant Ignasi a Loiola (Azpeitia, Guipúscoa)
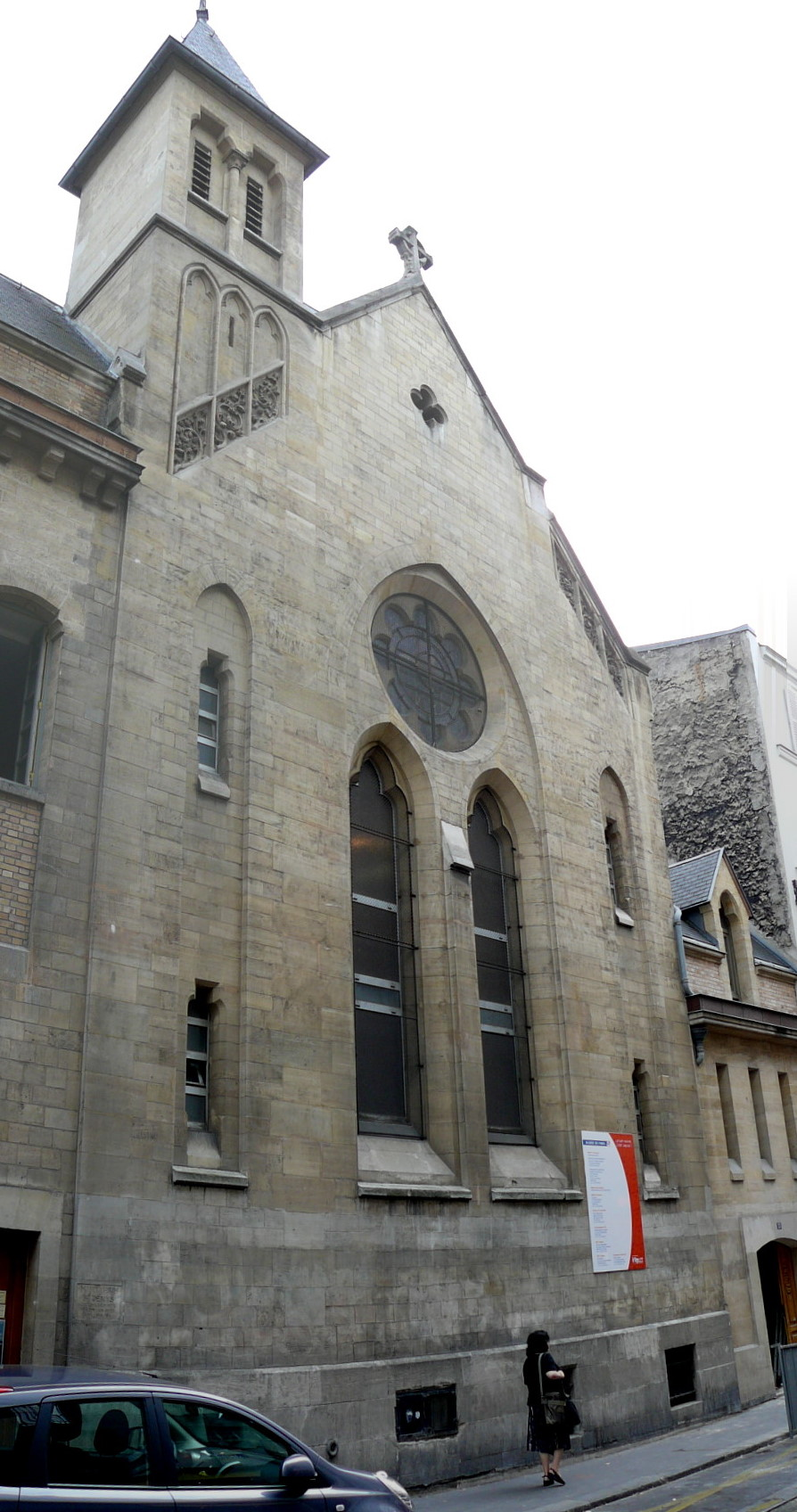
Capella de Saint Denis (Montmartre, París), lloc de fundació en 1534
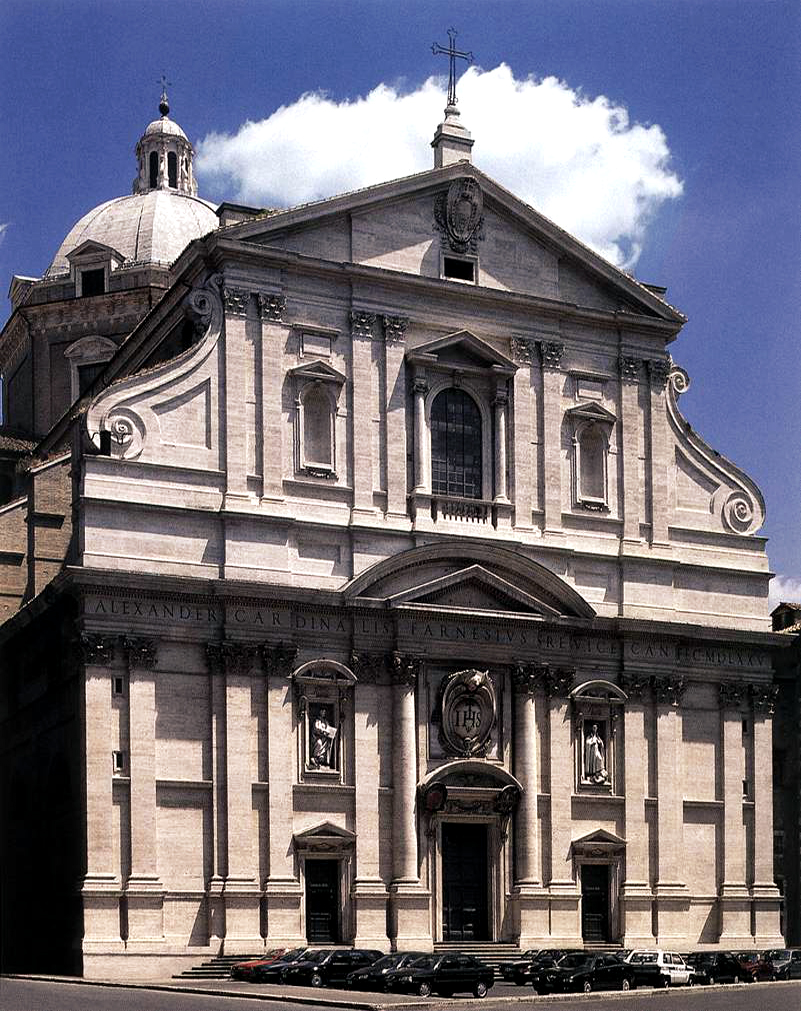
Església del Gesù, a Roma, casa mare de l'orde
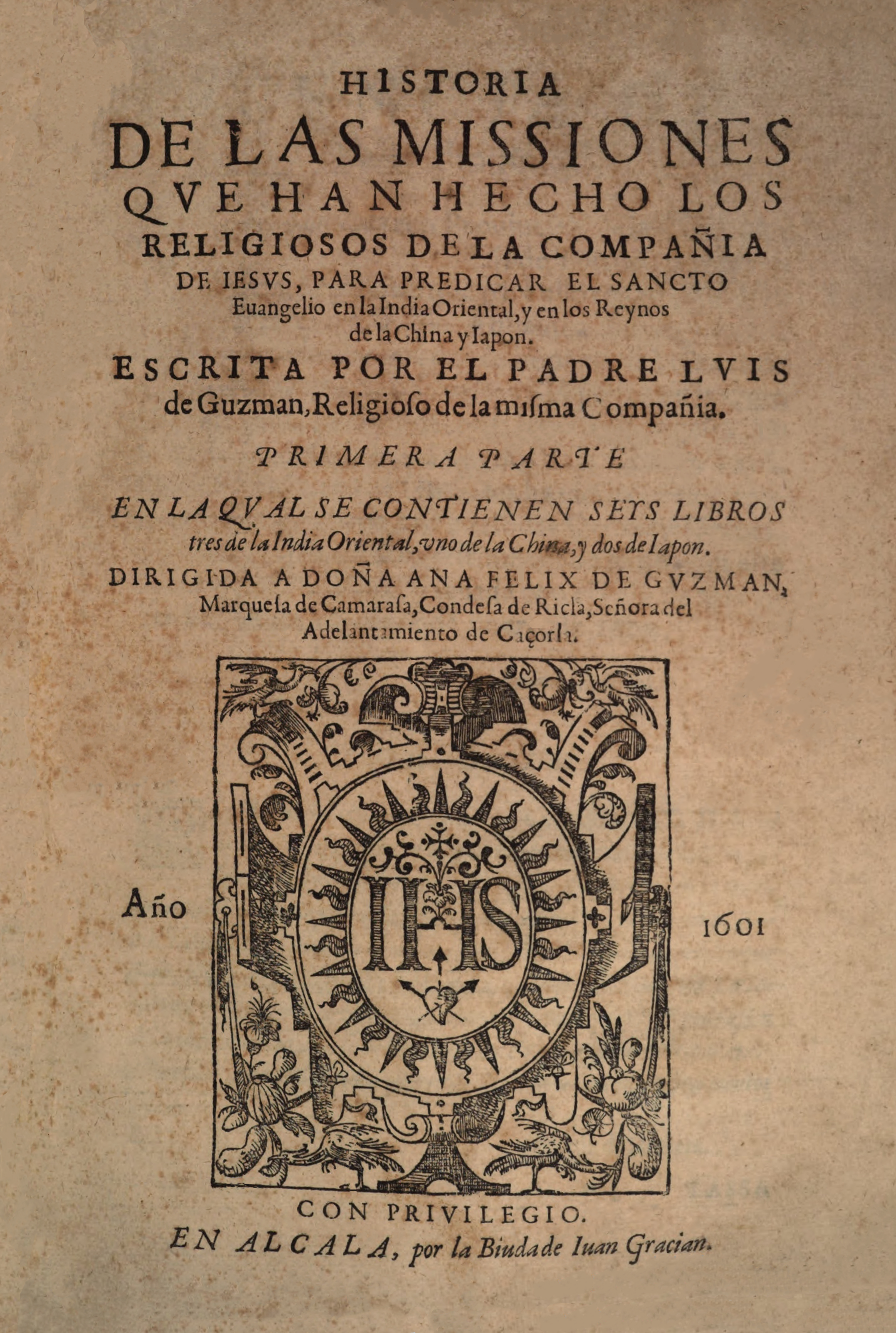
Història de les missions jesuïtes a l'Índia, la Xina i el Japó (Luis de Guzmán, 1601).

L'orde va ser dissolt pel Papa de Roma durant un llarg període del segle xviii. A Espanya durant la Segona República també es va dissoldre, ja que la Constitució Republicana establia (sembla que expressament contra la Companyia de Jesús) que els ordes religiosos no podien obeir a un govern estranger (el Vaticà, en aquest cas). De tota manera els jesuïtes no van ser expulsats i els seus col·legis van continuar sota formes jurídiques diferents. A Europa van ser perseguits a la França de la Il·lustració, a Alemanya i als països comunistes.
Alguns membres destacats de la Companyia de Jesús han donat suport a la Teologia de l'Alliberament a principis del segle xx. Un segle després, l'orde veu disminuir progressivament els seus membres (el concili general de 2008 volia tractar aquesta qüestió).

### Expulsions i supressió
Els governs il·lustrats de l'Europa del segle xviii es van proposar posar fi a la Companyia de Jesús per la seva defensa incondicional del Papat, la seva activitat intel·lectual, el seu poder financer i el seu influx polític. Certament s'havien guanyat poderosos enemics: els partidaris de l'absolutisme, els jansenistes i els filòsofs francesos (Voltaire, Montesquieu, Diderot). No van faltar tampoc les intrigues de certs grups a la mateixa Roma. El context polític europeu es va caracteritzar en aquests anys per l'adveniment de l'anomenat Despotisme il·lustrat i per un declivi notori del prestigi polític del Papat i la voluntat política dels Borbons i de la Corona Portuguesa d'enfortir-se en detriment de l'Església.
El Pare General des de 1758 era el florentí Lorenzo Ricci. El primer país a expulsar la Companyia de Jesús va ser Portugal. El ministre Carvalho, marquès de Pombal, va ser el seu principal adversari, va tancar al calabós 180 jesuïtes a Lisboa i va expulsar la resta el 1759. Amb aquesta dura mesura pretenia enfortir l'autoritat reial i donar un clar senyal al Papa que no toleraria intromissions pontifícies en els assumptes d'Estat. Més de mil jesuïtes de Portugal i les seves colònies van ser deportats amb destinació als Estats Pontificis. Climent XIII va protestar per la mesura.
El 1763, Lluís XV de França els va acusar de malversació de fons a causa de la fallida del P. Antoine Lavalette a Martinica. El Parlament de París, que ja des de la fundació de l'Orde havia impugnat la presència legal de l'Orde a França, va condemnar les  Constitucions  i el Rei va decretar la dissolució de l'Orde en els seus dominis, i l'embargament dels seus béns.
Més tard, els jesuïtes van ser expulsats dels territoris de la Corona espanyola a través de la Pragmàtica Sanció de 1767, dictada per Carles III el 2 d'abril de 1767, i el dictamen va ser obra de Pedro Rodríguez de Campomanes (futur comte de Campomanes) i llavors Fiscal del Consell de Castella. Van ser expulsats els membres de la SJ de tots els dominis hispànics: comptabilitzant els d'Ultramar eren prop de 6.000. Al mateix temps, es decretava la confiscació del patrimoni que la Companyia tenia en aquests regnes (hisendes, edificis, biblioteques), encara que no es va trobar el suposat «tresor» en efectiu que s'esperava. Els fills de Sant Ignasi van haver de deixar la feina que realitzaven en les seves obres educatives (cosa que va suposar un cop dur per a la formació del jovent a l'Amèrica Hispana) i les seves missions entre indígenes, com les famoses Reduccions guaranís i les menys cèlebres, però no menys esforçades missions entre els Tarahumara a Mèxic i al llarg de l'Amazones (Missions del Marañón).
La supressió dels jesuïtes va ser duta a terme el 1773, quan el nou Papa Climent XIV es va enfrontar a fortes pressions dels reis de França, Espanya, Portugal i de les Dues Sicílies que, per raons polítiques, li exigien la desaparició de la Companyia. El Papa va cedir i mitjançant el breu  Dominus ac Redemptor  va suprimir la Companyia de Jesús. Els sacerdots jesuïtes es podien convertir al clergat secular i els escolars i germans vicaris van quedar lliures dels seus vots. El P. General, Lorenzo Ricci, i el seu Consell d'Assistents van ser capturats i, sense judici, tancats al Castell Sant'Angelo (Roma).
Tanmateix, a Rússia —concretament a Belarús— i a Prússia l'edicte de supressió no va ser promulgat pels monarques. Jesuïtes de tot Europa van acceptar l'oferta de refugi feta per la tsarina Caterina la Gran, que esperava continuar així, amb el suport intel·lectual de la Companyia, l'obra de modernització iniciada per Pere el Gran.
El 1789-el mateix any en què la Constitució dels Estats Units va entrar en vigor i en el qual es va iniciar la Revolució Francesa - va ser fundada pel bisbe John Carroll-exjesuïta- la universitat catòlica més antiga dels Estats Units, la Universitat de Georgetown, a Washington DC. En el segle xix aquesta universitat seria integrada a la Companyia restaurada.

### Restauració
Quaranta anys després, enmig dels efectes causats per la Revolució Francesa, les guerres napoleòniques i les guerres d'independència a l'Amèrica Hispànica, Pius VII va decidir restaurar la Companyia. De fet, els jesuïtes havien sobreviscut a Rússia-uns quants centenars-protegits per Caterina II. La restauració universal era vista com una resposta al desafiament que representaven els que eren vistos en aquell temps com els enemics de l'Església: la maçoneria i els liberals, principalment.
De 1814 fins al Concili Vaticà II de 1960, la SJ és associada amb corrents conservadors i elitistes. L'Orde és identificat amb un suport incondicional cap a l'autoritat del Papa. Poc temps després de la restauració, el Tsar expulsa els jesuïtes de Rússia. Els Generals (Fortis, Roothaan i Beckx) tornen a instal·lar-se a Roma després d'un parèntesi de 40 anys. Durant el segle xix la SJ pateix les conseqüències de les revolucions polítiques de tall liberal i ha d'afrontar nombrosos atacs. Acaba sent novament expulsada de Portugal, Itàlia, França, Espanya, Nicaragua, Colòmbia, Equador, Alemanya, etc.
El ressorgiment italià, és a dir, la unificació de la península sota l'ègida de la Casa de Savoia, comporta complicacions al Papat i a la Companyia. El comte de Cavour, primer ministre del Rei Víctor Manuel, era francament liberal i, per tant, anticlerical. El 1870 sorgeix la «qüestió romana» quan els exèrcits piemontesos ocupen Roma i el Papa es declara presoner al Vaticà. La situació política posterior a Itàlia va obligar el Pare General Luis Martín a abandonar Roma i a governar des de Fiesole.
Malgrat aquestes expulsions i conflictes, el nombre de jesuïtes puja lentament. Quan els jesuïtes alemanys van ser expulsats per Otto von Bismarck, centenars d'ells es van traslladar a Amèrica del Nord i van col·laborar en l'evangelització de l'interior dels Estats Units.
El 13 de març de 2013, el cardenal argentí Jorge Mario Bergoglio, membre de la Companyia de Jesús, va ser elevat al Papat sota el nom de Francesc, sent el primer jesuïta que ha estat escollit Papa.

## La possible branca femenina
El 1523, Elisabet Ferer de Roser va conèixer un jove Ignasi de Loiola, quan aquest predicà a l'església dels Sants Just i Pastor. Després de comentar-ho amb el seu espòs, el mercader Pere Joan Roser, van decidir convidar-lo a casa seva. Ben aviat Elisabet va esdevenir una fervent deixebla i benefactora de Loiola. El 1533, de retorn del seu viatge a Terra Santa, Ignasi volgué formar-se i Elisabet Roser, com era coneguda, i el seu marit s'oferiren a contribuir a pagar-li els estudis. Així es preparà per entrar, als 35 anys, a la universitat d'Alcalà d'Henares. Elisabet l'ajudà novament quan, acabats els estudis a Alcalà i a Salamanca, anà a estudiar teologia a París. La correspondència que mantingueren mentre Ignasi estava a París i Venècia, ciutat on rebé l'orde sacerdotal, permeté que Isabel estigués informada dels processos i de les dificultats en la creació de la Companyia de Jesús.
Elisabet quedà vídua poc després de l'elecció de Loiola com a general de la nova Companyia i fou aleshores quan pensà en la possibilitat de posar-se sota l'obediència del seu mestre espiritual i, malgrat les reticències de Loiola, ella va viatjar a Roma per posar-se a les seves ordres. En la seva trobada a la ciutat santa, Ignasi va pensar en la possibilitat que Roser dirigís, com a superiora, les cases que havia fundat per a noies penedides. Però Elisabet desitjava ser la primera dona admesa a la Companyia de Jesús i quedar vinculada a Ignasi amb el vot d'obediència. Loiola, va posposar la decisió durant dos anys. Davant l'actitud reticent de Loiola, Elisabet es dirigí directament al papa Pau III, de qui depenia la Companyia de Jesús i li demanà que exigís a Loiola que li permetés fer vots solemnes per tal que pogués pertànyer a la Congregació. Sembla que el dia de Nadal de 1543, Elisabet Roser i dues companyes seves van pronunciar davant d'Ignasi els vots que les vinculaven a la Companyia, fet que obria la porta a la fundació de la línia femenina de la Companyia de Jesús.
Elisabet va fer anar des de Catalunya a Roma, on ella vivia en aquell moment, dos nebots seus per tal de casar-los i aquests, veient les donacions que la seva tia havia fet a la Companyia, van mostrar la seva disconformitat. Arran d'una visita reivindicativa d'Elisabet a Ignasi en què li recordava les seves donacions als jesuïtes, aquest, conscient de les tensions que s'havien creat arran de les queixes dels nebots, li va comunicar que havia decidit no tenir dames amb vot d'obediència a la Companyia i també la seva voluntat de retirar-se de l'obligació de tenir-la com a filla espiritual en obediència. Després d'una primera reacció de resistència, Elisabet Roser va demanar al seu mestre que la perdonés per les gestions que havia dut a terme encaminades a fundar l'orde femenina contra els seus desigs. De retorn a Barcelona, com li havia proposat Ignasi, va entrar al convent de les franciscanes, des d'on continuà mantenint amb ell una fluida correspondència i on restà fins a la seva mort. Després d'aquest episodi, Loiola va elevar al papa una súplica per tal d'impedir en el futur que les dones poguessin fer vots d'obediència i formar part de la Companyia. Es va tancar així la possibilitat de la creació de branca femenina d'aquest orde. Va fer testament mentre era novícia i instituí l'Hospital de la Santa Creu de Barcelona hereu universal dels seus béns.